# Simon Duval
Simon Duval est un maître maçon, maître d'œuvre et entrepreneur en bâtiment français du XVe siècle. Il est le fils du maître maçon Nicole Duval.   

## Biographie
Simon Duval est né probablement vers 1440 ou un peu plus tôt. Il est le fils de Simon Duval, maître maçon de cette ville. Il se forme auprès de son père et est cité dès les années 1457-1459 comme l'un de ses assistants. À partir de 1464, il travaille pour Jean de Dunois, pour qui il construit notamment une chapelle funéraire à l'église Notre-Dame de Cléry. Sans doute à partir du milieu des années 1460 et en tous cas à partir de 1471, il est au service du roi Louis XI, à Amboise où il exerce la charge de maître des œuvres du roi, mais aussi à Orléans où il dresse des plans pour une maison près du cloître Saint-Aignan, aujourd'hui connue sous le nom d'Hôtel du Roi.
À partir de 1473 il exerce son métier à Paris, comme maître des œuvres de maçonnerie et maître d'œuvre des pavements, charges qu'il a obtenues par l'entremise du roi et qu'il cumule pendant une période difficile à préciser avec sa charge d'Amboise. À partir de 1483 il ne travaille plus qu'à Paris, où il devient en 1492 général maître des œuvres de maçonnerie du roi, en qualité de quoi il expertise le système d'adduction de l'Hôtel des Tournelles en 1494. La date précise de sa mort est inconnue : sa femme est désignée comme veuve à la Saint-Jean d'été 1496. 

## Œuvre
Constructions explicitement attribuées par les sources :
- Chapelle Saint-Jean de l'église Notre-Dame de Cléry (chapelle funéraire de Jean de Dunois) ;
- Hôtel du Roi près du cloître Saint-Aignan à Orléans.

Autres constructions probables : 
- Chapelle du Saint-Sépulcre du château d'Amboise.